# Тунис на летних Олимпийских играх 1976
Тунис принимал участие в Летних Олимпийских играх 1976 года в Монреале (Канада) в пятый раз за свою историю, но не завоевал ни одной медали. Впервые в соревнованиях принимали участие тунисские пловцы.

## Результаты соревнований

### Бокс
| Категория | Спортсмен       | 1/32 финала                          | 1/16 финала                   | 1/8 финала           | Четвертьфинал        | Полуфинал            | Финал                | Место |
| Категория | Спортсмен       | Соперник Результат                   | Соперник Результат            | Соперник Результат   | Соперник Результат   | Соперник Результат   | Соперник Результат   | Место |
| --------- | --------------- | ------------------------------------ | ----------------------------- | -------------------- | -------------------- | -------------------- | -------------------- | ----- |
| до 60 кг  | Бешир Джиласси  |                                      | GREГеоргиос Агриманакис П RET | Завершил выступление | Завершил выступление | Завершил выступление | Завершил выступление | —     |
| до 67 кг  | Фредж Штиуи     | NZLДэвид Джексон П RSC 2 раунд, 2:06 | Завершил выступление          | Завершил выступление | Завершил выступление | Завершил выступление | Завершил выступление | 28    |
| до 71 кг  | Мухамед Маджери |                                      | ISVЭрл Либурд П RET           | Завершил выступление | Завершил выступление | Завершил выступление | Завершил выступление | —     |

### Гандбол
Мужчины
Сборная Туниса квалифицировалась на Олимпиаду, выиграв чемпионат Африки 1976 года в Алжире. По ходу турнира команда снялась с соревнований и результаты 2 сыгранных матчей были аннулированы.
- Мохамед Абдель Халед
- Хабиб Аммар
- Халед Ашур
- Ахмед Бешир Бель Хадж
- Абдеррауф Бен Самир
- Монсеф Бесбес
- Слахеддин Дегеши
- Мохамед Насер Джелили
- Мунир Джелили
- Лотфи Ребаи
- Хабиб Хедер
- Рауф Шабшуб

Групповой этап (Группа B)
| 18 июля 1976 | Польша | 26:12 | Тунис | Шербрук |
| 18 июля 1976 |        |       |       | Шербрук |
| 18 июля 1976 |        |       |       | Шербрук |

| 20 июля 1976 | Чехословакия | 21:9 | Тунис | Монреаль |
| 20 июля 1976 |              |      |       | Монреаль |
| 20 июля 1976 |              |      |       | Монреаль |

### Плавание
Мужчины
| Дистанция                 | Спортсмен | Предварительный раунд | Предварительный раунд | Предварительный раунд | Финал                | Финал                |
| Дистанция                 | Спортсмен | Заплыв                | Результат             | Место                 | Результат            | Место                |
| ------------------------- | --------- | --------------------- | --------------------- | --------------------- | -------------------- | -------------------- |
| 200 метров вольным стилем | Али Гарби | 4                     | 1:55,8                | 24                    | Завершил выступление | Завершил выступление |

Женщины
| Дистанция                 | Спортсменка   | Предварительный раунд | Предварительный раунд | Предварительный раунд | Финал                 | Финал                 |
| Дистанция                 | Спортсменка   | Заплыв                | Результат             | Место                 | Результат             | Место                 |
| ------------------------- | ------------- | --------------------- | --------------------- | --------------------- | --------------------- | --------------------- |
| 100 метров вольным стилем | Мириам Мизуни | 1                     | 1:02,42               | 38                    | Завершила выступление | Завершила выступление |
| 400 метров вольным стилем | Мириам Мизуни | 5                     | 4:43,11               | 28                    | Завершила выступление | Завершила выступление |